# Juan Postigos
Juan Miguel Postigos Acuña (ur. 13 maja 1989 w Limie) – peruwiański judoka.
Uczestnik mistrzostw świata w 2007, 2009, 2010, 2011, 2013, 2014, 2015, 2017, 2018, 2019 i 2021. Startował w Pucharze Świata w latach 2010–2012, 2014–2016, 2018–2020 i 2022. Brązowy medalista Igrzysk Panamerykańskich 2011 w kategorii do 60 kg. Trzykrotny brązowy medalista mistrzostw Panamerykańskich (2010, 2016, 2017). Brązowy medalista zawodów Grand Prix w Cancun 2017. Wielokrotny medalista zawodów Pucharu Świata (w tym złoty: Miami 2011, Lima 2019). Czterokrotny olimpijczyk (2012, 2016, 2020, 2024).